# كانده (ديكلة)
کندة (بالفارسية: کنده) هي منطقة سكنية تقع في إيران في قسم ديكلة الریفي. يقدر عدد سكانها بـ 297 نسمة .